# 더 이퀄라이저 3
《더 이퀄라이저 3》(영어: The Equalizer 3)는 2023년 개봉한 미국의 액션 영화이다. 앤트완 퓨콰가 감독을 맡았으며, 2018년 영화 《더 이퀄라이저 2》의 후속 작품이다.

## 시놉시스
이탈리아의 작은 마을에서 거주하는 농장주아 로버트는 사실 은퇴한 전직 특수요원이었다. 한 범죄조직이 마을을 노리자 로버트는 주민들과 마을을 지키기 위해 일선에 나서게 된다.

## 출연
- 덴절 워싱턴 - 로버트 매콜
- 다코타 패닝 - 에마 콜린스
- 에우제니오 마스트란드레아 - 지오 보누치
- 데이비드 덴먼 - 프랭크 콘로이
- 소니아 벤 아마르 - 키아라 보누치
- 레모 지로네 - 엔초 아리시오
- 가이아 스코델라로 - 아미나
- 안드레아 스카르두치오 - 빈센트 콰란타
- 안드레아 도데로 - 마르코 콰란타
- 살바토레 루오코 - 살바토레
- 알레산드로 페스 - 비칭고
- 멀리사 리오 - 수전 플러머(카메오)
- 빌 풀먼 - 브라이언 플러머(카메오)